# Dicrania piligera
Dicrania piligera är en skalbaggsart som beskrevs av Blanchard 1850. Dicrania piligera ingår i släktet Dicrania och familjen Melolonthidae. Inga underarter finns listade i Catalogue of Life.